# Paul Sabatier
Paul Sabatier (Carcasona, 5 de noviembre de 1854 - Toulouse, 14 de agosto de 1941) fue un químico y profesor universitario francés galardonado con el Premio Nobel de Química del año 1912 por el desarrollo de métodos de hidrogenación catalítica  (reacción de Sabatier), un galardón que compartió con su compatriota Victor Grignard.

## Biografía
Estudió en la Escuela Normal Superior y en el Colegio de Francia, obteniendo el doctorado en 1880 con una tesis titulada Recherches thermiques sur les sulfures. Tras licenciarse dio clases en la Universidad de Burdeos. Desde 1884 fue profesor de química de la Universidad de Toulouse, llegando a ser decano de la Facultad de Ciencias de dicha Universidad en 1905, puesto que ocupó hasta 1929.
Fue nombrado Doctor Honoris Causa por la Universidad de Filadelfia y miembro honorario de numerosas sociedades alrededor del mundo (Londres, Madrid, etc.). Recibió el premio Lacate en 1897, el premio Jecker en 1905, la Medalla Davy en 1915, la Royal Medal de la Royal Society en 1933 y la medalla del Instituto Franklin.

## Investigaciones científicas
Destacó por los estudios sobre las acciones catalíticas, descubriendo la catálisis selectiva. En 1899 creó, junto con Jean Baptiste Senderens, un método para la hidrogenación catalítica de los aceites en presencia de níquel u otros metales finamente divididos, lo que permitió fabricar jabones más baratos a partir del uso de los aceites de pescado como materia prima, sustitutivos de otras grasas animales.
Su obra más importante es La catalyse en chimie organique (1913). En 1912 compartió con Victor Grignard el premio Nobel de Química.

## Reconocimientos
- El cráter lunar Sabatier lleva este nombre en su memoria.[3]
- Actualmente un liceo de Carcasona y la Universidad Paul Sabatier de Tolosa de Languedoc llevan su nombre.